# Nico Braun
Nico Braun (Luxemburg, 26 oktober 1950) is een voormalig profvoetballer uit Luxemburg, die gedurende zijn carrière actief was als middenvelder.

## Clubcarrière
Braun begon zijn profcarrière in 1968 bij Union Luxembourg, en stapte in 1971 over naar Duitsland, waar hij onderdak vond bij Schalke 04. In 1973 tekende hij een contract bij FC Metz, waarna hij in 1978 neerstreek bij Charleroi SC. In 1980 keerde hij terug in zijn vaderland Luxemburg. Braun beëindigde zijn voetballoopbaan in 1986.

### Erelijst
- Monsieur Football

1973
- Topscorer Nationaldivisioun

1971 (25 goals)

## Interlandcarrière
Braun kwam – inclusief B-interlands – in totaal veertig keer (negen doelpunten) uit voor het Luxemburgs nationaal elftal. Hij maakte zijn debuut op 11 oktober 1970 in het EK-kwalificatieduel in Luxemburg tegen Joegoslavië (0-2). Zijn laatste interland speelde hij op 26 maart 1980 in Esch-sur-Alzette tegen Uruguay (0-1).
| Interlanddoelpunten | Interlanddoelpunten | Interlanddoelpunten | Interlanddoelpunten       | Interlanddoelpunten | Interlanddoelpunten | Interlanddoelpunten |
| #                   | Datum               | Locatie             | Wedstrijd                 | Goal(s)             | Uitslag             | Competitie          |
| ------------------- | ------------------- | ------------------- | ------------------------- | ------------------- | ------------------- | ------------------- |
| 1                   | 16/04/1970          | Parijs              | Frankrijk (A) – Luxemburg | Goal                | 3–1                 | Oefeninterland      |
| 2                   | 03/03/1971          | Luxemburg           | Luxemburg – Duitsland (A) | Goal                | 4–2                 | Oefeninterland      |
| 3                   | 22/10/1972          | Esch-sur-Alzette    | Luxemburg – Turkije       | 16'                 | 2–0                 | WK-kwalificatie     |
| 4                   | 24/03/1974          | Esch-sur-Alzette    | Luxemburg – Frankrijk (B) | 16'                 | 1–3                 | Oefeninterland      |
| 5                   | 16/03/1975          | Luxemburg           | Luxemburg – Oostenrijk    | 12'                 | 1–2                 | EK-kwalificatie     |
| 6                   | 15/10/1975          | Wenen               | Oostenrijk – Luxemburg    | 4'                  | 6–2                 | EK-kwalificatie     |
| 7                   | 21/08/1976          | Reykjavik           | IJsland – Luxemburg       | 36'                 | 3–1                 | Oefeninterland      |
| 8                   | 16/10/1976          | Luxemburg           | Luxemburg – Italië        | 86'                 | 1–4                 | WK-kwalificatie     |
| 9                   | 23/10/1979          | Esch-sur-Alzette    | Luxemburg – Zweden        | 5' (pen.)           | 1–1                 | EK-kwalificatie     |